# Пилат, Станислав (химик)
Станислав Пилат (1881-1941) — польский учёный-химик, преподаватель Львовского политехнического института.

## Биография
Станислав Пилат родился 25 января 1881 года во Львове в семье Тадеуша Пилата, профессора административного права и ректора Львовского университета.
Работал директором нефтеперерабатывающего завода в Дрогобыче. Преподавал во Львовском политехническом институте (ныне — Национальный университет «Львовская политехника»), заведовал в нём кафедрой технологии нефти и газа. После прихода Советской власти Пилат продолжал активно заниматься преподавательской и научной деятельностью. В августе 1940 года приглашался в Москву на Всесоюзные научные заседания. Избирался депутатом Львовского городского Совета.
Являлся обладателем 18 патентов на изобретения и автором множества научных работ в области химии нефти, смазочных масел, продуктов перегонки нефти. Исследовал методы повышения октанового числа топлива, гидрирования углеводородов, получения синтетического бензина. Пилатом были разработаны и описаны методы переработки нефти, нашедшие применение как в Польше, так и во многих других странах, в том числе в Румынии, Мексике и США. В 1938 году разработал метод фракционирования нефтяных смесей под воздействием холода, до сих пор применяющийся в нефтяной промышленности. Кроме того, Пилат являлся разработчиком процесса производства сажи из природного газа. В 1936 году он был награждён Командорским Крестом ордена Возрождения Польши.
После прихода немецкой оккупации Пилат был арестован и 4 июля 1941 года расстрелян в числе группы представителей польской интеллигенции Львова.